# Dvira
Dvira též Dvir (hebrejsky דְּבִירָה, v oficiálním přepisu do angličtiny Devira) je vesnice typu kibuc v Izraeli, v Jižním distriktu, v Oblastní radě Bnej Šim'on.

## Geografie
Leží v nadmořské výšce 313 metrů v severní části pouště Negev, nedaleko od jižního okraje Judských hor respektive jejich části, která je nazývána Hebronské hory (Har Chevron). Jde o aridní oblast, která jen v některých lokalitách v okolí kibucu má díky trvalému zavlažování ráz zemědělsky využívané oázy. Severovýchodně od vesnice byl vysázen les Dvira. Krajina má zvlněný reliéf, kterým prostupují četná vádí, severně od kibucu je to vádí Nachal Šikma.
Obec se nachází 37 kilometrů od břehu Středozemního moře, cca 73 kilometrů jižně od centra Tel Avivu, cca 56 kilometrů jihozápadně od historického jádra Jeruzalému a 18 kilometrů severně od města Beerševa. Dviru obývají Židé, přičemž osídlení v tomto regionu je etnicky smíšené, protože západním a jihozápadním směrem začínají oblasti se silným zastoupením arabské (respektive beduínské) populace, zejména lidnaté město Rahat, které leží jen 7 kilometrů odtud.
Dvira je na dopravní síť napojena pomocí lokální silnice 3255.

## Dějiny
Dvira byla založena v roce 1951. Zakladateli byla skupina Izraelců a Židů z Maďarska a Jižní Ameriky, napojených na mládežnické sionistické hnutí ha-Šomer ha-Ca'ir. Zpočátku měla osada charakter provizorního stanového tábora. Voda se musela dovážet z nedalekého kibucu Šoval.
Místní ekonomika je založena na zemědělství (polní plodiny, koření, chov dobytka a drůbeže) a průmyslu (firma Dolav na produkci plastů). Část obyvatel za prací dojíždí mimo obec. V kibucu je k dispozici mateřská škola, společná jídelna, zdravotní středisko, plavecký bazén, sportovní areály a obchod se smíšeným zbožím. Vesnice plánuje stavební expanzi sestávající z prodeje 138 parcel pro výstavbu rodinných domů. V červenci 2006 se předpokládalo zahájení prodeje prvních 50 pozemků.
Vesnice je pojmenována podle biblického města Debír, které je v tomto regionu připomínáno v Knize Jozue 15,15 Oficiální název kibucu zní Dvira, ale bývá používána i varianta Dvir.

## Demografie
Obyvatelstvo kibucu je sekulární. Podle údajů z roku 2014 tvořili naprostou většinu obyvatel v Dvira Židé (včetně statistické kategorie „ostatní“, která zahrnuje nearabské obyvatele židovského původu ale bez formální příslušnosti k židovskému náboženství).
Jde o menší obec vesnického typu s dlouhodobě rostoucí populací. K 31. prosinci 2014 zde žilo 745 lidí. Během roku 2014 populace stoupla o 10,5 %.
| Rok            | 1961 | 1972 | 1983 | 1995 | 2001 | 2003 | 2004 | 2005 | 2006 | 2007 | 2008 | 2009 | 2010 | 2011 | 2012 | 2013 | 2014 |
| -------------- | ---- | ---- | ---- | ---- | ---- | ---- | ---- | ---- | ---- | ---- | ---- | ---- | ---- | ---- | ---- | ---- | ---- |
| Počet obyvatel | 124  | 206  | 353  | 368  | 390  | 381  | 373  | 383  | 406  | 425  | 413  | 408  | 408  | 529  | 635  | 674  | 745  |